# 반성초등학교
반성초등학교는 대한민국 경상남도 진주시 일반성면 개암리에 있는 공립 초등학교이다.

## 학교 연혁
- 1927년 4월 2일 일반성공립보통학교(4년제) 개교설립인가 3월 31일
- 1934년 3월 31일 6년제로 승격
- 1938년 4월 1일 일반성공립심상소학교 개칭[1]
- 1941년 4월 1일 일반성공립국민학교 개칭[2]
- 1950년 4월 1일 일반성국민학교 개칭[3]
- 1962년 5월 30일 남산분교장 설치인가
- 1963년 2월 3일 가선분교장 설치인가
- 1977년 4월 16일 반성국민학교 명칭 변경
- 1981년 3월 1일 병설유치원 개원
- 1988년 3월 1일 가선분교장 통합
- 1989년 5월 15일 학교신문 반성어린이 창간호 발행
- 1991년 11월 19일 강당 및 급식소 준공
- 1994년 3월 1일 남산분교장 통합
- 1996년 3월 1일 반성초등학교로 개칭[4](12학급)
- 2009년 1월 5일 원격영어 화상강의장치 설비
- 2013년 8월 7일 노후화 및 법면보강공사로 세종대왕 동상 철거
- 2013년 9월 24일 교직원화장실 신축, 서편 법면보강공사 완공
- 2016년 8월 18일 다목적강당 준공(꿈나래관)
- 2017년 9월 8일 어린이놀이터 바닥 개선
- 2018년 3월 1일 학교 건물 및 기타 시설 환경 개선
- 2019년 2월 1일 영어 전용교실 구축
- 2019년 8월 23일 미래형 컴퓨터실 조성
- 2019년 9월 11일 창의융합형 과학실 구축
- 2020년 9월 1일 제32대 이송계 교장 부임
- 2021년 2월 10일 제92회 졸업식(총 8045명)

## 학교 상징
- 교화(校花) - 목련 : 우아한 자태와 그윽한 향기는 맑고 맑아 고운 마음씨의 상징이며 우리의 표상
- 교목(校木) - 히말라야시다 : 사철 푸르고 늠름한 모습은 높고 푸른꿈의 상징이며 우리의 기상

## 참고 자료
- 반성초등학교 - 한국교육학술정보원 학교알리미